# Tân Mỹ, Quảng Trị
Tân Mỹ là một xã thuộc tỉnh Quảng Trị, Việt Nam. Xã được thành lập theo Nghị quyết số 1680/NQ-UBTVQH15 của Ủy ban Thường vụ Quốc hội về việc sắp xếp các đơn vị hành chính cấp xã của tỉnh Quảng Trị năm 2025. Xã được hợp nhất từ các xã: Tân Thủy, Dương Thủy, Thái Thủy và Mỹ Thủy của huyện Lệ Thủy tỉnh Quảng Bình cũ.